# Glochidion subsessile
Glochidion subsessile là một loài thực vật có hoa trong họ Diệp hạ châu. Loài này được N.P.Balakr. & Chakrab. mô tả khoa học đầu tiên năm 1983.